# Crossandra greenstockii
Crossandra greenstockii är en akantusväxtart som beskrevs av Spencer Le Marchant Moore. Crossandra greenstockii ingår i släktet Crossandra och familjen akantusväxter. Inga underarter finns listade i Catalogue of Life.